# Lord-lieutenant de Waterford
Ceci est une liste de personnes qui ont servi comme Lord Lieutenant de Waterford. L'office a été créé le 23 août 1831. Les nominations au poste se sont terminées par la création de l'État libre d'Irlande en 1922.
- Henry Villiers-Stuart, 1er baron Stuart de Decies 17 octobre 1831 – 23 janvier 1874
- Sir Richard Musgrave, 4e baronnet 9 mars 1874 – 8 juillet 1874
- John Beresford, 5e marquis de Waterford 19 août 1874 – 23 octobre 1895
- Spencer Cavendish, 8e duc de Devonshire 7 décembre 1895 – 24 mars 1908
- Henry Charles Windsor Villiers-Stuart 7 juillet 1908 – 8 septembre 1908
- Edmond de la Poer 5 février 1909 – 30 août 1915
- John William Rivallon de la Poer 22 décembre 1915 – 1922